# Oedignatha raigadensis
Espèce
Synonymes
- Amaurobius indicus Bastawade, 2002 nec Reddy & Patel, 1993

Oedignatha raigadensis est une espèce d'araignées aranéomorphes de la famille des Liocranidae.

## Distribution
Cette espèce est endémique du Maharashtra en Inde,.

## Étymologie
Son nom d'espèce, composé de raigad et du suffixe latin -ensis, « qui vit dans, qui habite », lui a été donné en référence au lieu de sa découverte, le district de Raigad.

## Publications originales
- Bastawade, 2006 : Replacement name for Amaurobius indicus Bastawade and its transfer to family Corinnidae (Arachnida: Araneae). Zoo's Print Journal, vol. 21, p. 2307.
- Bastawade, 2002 : Three new species from the spider families Amaurobiidae, Thomisidae and Salticidae (Araneae: Arachnida) from India. Journal of the Bombay Natural History Society, vol. 99, p. 274-281.